# Shangluo
Shangluo är en stad på prefekturnivå i Shaanxi-provinsen i nordvästra Kina. Den ligger omkring 110 kilometer sydost om provinshuvudstaden Xi'an.

## Administrativ indelning
Shangluo har en total yta som är något mindre än Värmland och 86 procent av ortens yta utgörs av landsbygd. Den egentliga stadskärnan utgörs av stadsdistriktet Shangzhou, medan den omgivande landsbygden är indelad i sex härad:
- Stadsdistriktet Shangzhou - 商州区 ; Shāngzhōu qū ;
- Häradet Luonan - 洛南县 Luònán xiàn ;
- Häradet Danfeng - 丹凤县 Dānfèng xiàn ;
- Häradet Shangnan - 商南县 Shāngnán xiàn ;
- Häradet Shanyang - 山阳县 Shānyáng xiàn ;
- Häradet Zhen'an - 镇安县 Zhèn'ān xiàn ;
- Häradet Zhashui - 柞水县 Zhàshuǐ xiàn.

## Klimat
Genomsnittlig årsnederbörd är 849 millimeter. Den regnigaste månaden är juli, med i genomsnitt 166 mm nederbörd, och den torraste är december, med 3 mm nederbörd.